# Совка амурская змеиная
Совка амурская змеиная (лат. Eudocima tyrannus) — крупная ночная бабочка из семейства Erebidae. Представитель тропического рода. Редкий тропический вид, заходящий на территорию России самой северной частью ареала и представленный подвидом amurensis.

## Описание
Длина переднего крыла 45—48 мм. Размах крыльев 80—130 мм. Тело и крылья опушены густыми волосками. Передние крылья коричнево-буроого цвета с зеленоватым и фиолетовым отблеском, неясными зеленоватыми пятнами и двумя тонкими линиями. Вершина передних крыльев заострена. Задние крылья оранжево-жёлтые с чёрным крючковидным пятном и чёрной перевязью у внешнего края.

### Особенности биологии
В целом биология изучена недостаточно. В год развивается в 1 поколении. Лёт бабочек в июле—августе. Имаго могут быть встречены на деревьях с вытекающим бродящим соком. Откладка яиц и питание гусениц происходят на растениях Akebia qumata, Stauntonia hexaphylla, Osmanthus ilicifolius, Нандина домашняя и других. Гусеница окукливается в коконе из сплетенных листьев.

## Ареал и места обитания
Распространена на территории Китай, Япония, Индия. На территории России — Южное Приморье, Сахалин, а также остров Кунашир. Один экземпляр собран на Камчатке.
Обитает в широколиственных лесах.